# Цељска котлина
Цељска котлина је котлина у сливу доњег тока реке Савиње.
Цељска котлина је највећа котлина централне источне Словеније. На југу се граничи са Посавским хрибовјем, на западу са крашком висоравни Менино и Добровље, на северу са Витањско-коњишким Караванкама (Бочко-Коњишко погорје), на североистоку са Похорјем, а на истоку са линијом Гробелно-Пониква у Воглајнским брдима. Долина је дуга око 35 км, а ширине од 6 до 12 км. На југу је раван, а на северу и истоку брдовит. Надморска висина долине варира од 240 - 320 м. Земљиште је углавном шљунчано, само на периферији има наноса глине. Цељска котлина у потпуности обухвата Доњу Савињску долину. Овде се у Савињу уливају реке Воглајна са Худињом и Ложница са Перишицом, Сушицом и Копривницом. Непосредно испод Цеља, у оштрој кривини, Савиња скреће на југ у долину кроз Посавско хрибовје према Сави.
У Цељској котлини, са средњом годишњом температуром од 9,1 °C, преплићу се алпска и континентална клима. Зиме су хладне (јануар -2 °C) са термичким преокретом, а лета топла (јул 19,3 °Ц). Годишња количина падавина, чији је врхунац у летњим месецима, је од 1150 до 1360 мм и расте од истока ка западу.
Већа насеља у Цељској котлини су Цеље (покрајински центар), Жалец, Шторе, Шентјур, Преболд, Ползела, Вранско, Шемпетер в Савињски долини, Арја вас.
Цељска котлина је раскрсница важних путева. Дуго га пресеца древни приморски пут, са њим повезан новијим путевима који долинама Савињских притока воде у суседне крајеве. Аутопут сада иде паралелно са старим путем. Источни део котлине добио је железничку пругу (Марибор-Љубљана) 1846, Цеље-Велење 1891 и Гробелно-Рогатец 1905. године